# Bertrada di Laon
Bertrada di Laon, nota come Berta del Gran Piè (in francese Berthe au Grand Pied) (Samoussy, 720 – Choisy-au-Bac, 12 luglio 783), fu la prima regina carolingia dei Franchi in quanto moglie di Pipino il Breve, Re dei Franchi dal 751 al 768.

## Origine
Nacque in Laon (oggi Aisne, Francia), figlia del conte Cariberto di Laon (ca. 695 -ca. 750) (a sua volta figlio di Bertrada di Prüm, probabilmente discendente dal Merovingio, Teodorico III) e di Bertrada di Colonia. Bertrada di Laon fu la madre di Carlo Magno.

## Biografia
Nel 740 circa, Bertrada sposò Pipino il Breve, il figlio secondogenito del Maggiordomo di palazzo di Austrasia e in seguito maggiordomo di palazzo di tutti i regni dei Franchi, Carlo Martello  e di Alpaïde di Bruyères. Secondo gli Annales Francorum Ludovici Dufour la nascita del loro primo figlio, Carlo, avvenne nel gennaio del 742. Secondo altri cronisti il matrimonio fu celebrato qualche anno dopo, nel 743 o nel 744.
Nel 741, alla morte di Carlo, il marito Pipino divenne maggiordomo di palazzo di Neustria e Burgundia, mentre suo fratello, Carlomanno, fu maggiordomo d'Austrasia.
Nel 747, allorché Carlomanno, fratello maggiore di Pipino, rinunciò al potere, che consegnò nelle mani del fratello Pipino si fece monaco e si ritirò nell'abbazia di Montecassino, Pipino divenne maggiordomo di tutti i regni Franchi.
Nel 751, a novembre, Pipino depose il re merovingio Childerico III e si fece ungere (imitando i re Visigoti di Toledo dopo Vamba) e incoronare re dei Franchi di Neustria, a Soissons, da san Bonifacio, vescovo di Magonza, assieme a Berta, ed a dicembre ripete`lo stesso rito  per l'Austrasia. Berta quindi divenne regina e fu per Pipino un'ascoltata consigliera, che divise con lui anche le campagne militari.
Nel 752, al marito Pipino, la regina, Bertrada, aveva già dato due figli, Carlo e Carlomanno
Nel 753, il cognato, Carlomanno, per ordine dell'abate di Montecassino, era stato inviato da Pipino, in seguito al viaggio in Francia di papa Stefano II (per ottenere la protezione del re dei Franchi, Pipino contro i soprusi dei Longobardi guidati dal re Astolfo), per una missione di pace, consistente nel convincere il fratello, Pipino a non invadere l'Italia (secondo gli Annales Mettenses su richiesta del re Astolfo).
A conclusione della infruttuosa missione, nel 754, Carlomanno si ammalò nella città di Vienne, dove fu assistito, per molti giorni, dalla regina Bertrada, che lo vide morire in pace.
Nella guerra per la conquista dell'Aquitania, Berta fu molto vicino al marito, infatti, nel 767, la troviamo al suo seguito a Bituricam (l'attuale Bourges). Anche nella campagna del 768, la regina, coi figli, Carlo e Carlomanno, fu con Pipino, in Aquitania.  Dopo aver sconfitto e ucciso il duca d'Aquitania, Waifer, Pipino fece rientro a Saintes, dove lo attendeva la regina, Bertrada.
Dopo la morte del marito nel settembre del 768, continuò nella sua opera di consigliera dei figli, che la seguirono, anche nelle scelte matrimoniali. Infatti dopo aver trascorso a Salocca (l'attuale Seltz), col figlio Carlomanno, la fine del 769 e i primi mesi del 770, la regina madre, Bertrada, attraverso la Baviera, si recò in Italia, dove convinse il re dei Longobardi, Desiderio, a restituire al patrimonio di San Pietro diverse città. Infine la regina madre rientrò nel regno dei Franchi con una delle figlie del re Desiderio (Desiderata), per darla in moglie al figlio Carlo.
Dopo la morte del figlio Carlomanno (771), sembra che le relazioni tra Berta e l'altro figlio Carlo Magno fossero peggiorate, anche a causa del ripudio da parte di lui della moglie Desiderata, figlia del re dei Longobardi, Desiderio; per cui Berta si allontanò dalla corte e si ritirò nel castello di Choisy-au-Bac, dove morì il 12 luglio 783.
Invece, secondo il biografo di corte, il monaco Eginardo (775-840), a parte l'incomprensione per il ripudio di Desiderata, madre e figlio vissero in armonia, infatti Carlo la teneva in grande considerazione e la trattava con molto affetto.
Berta si spense poco dopo la moglie di suo figlio, Ildegarda e dopo che le erano morti tre nipoti: il figlio la inumò con grandi onori in una tomba vicino a quella di Pipino nella chiesa di St.Denis.

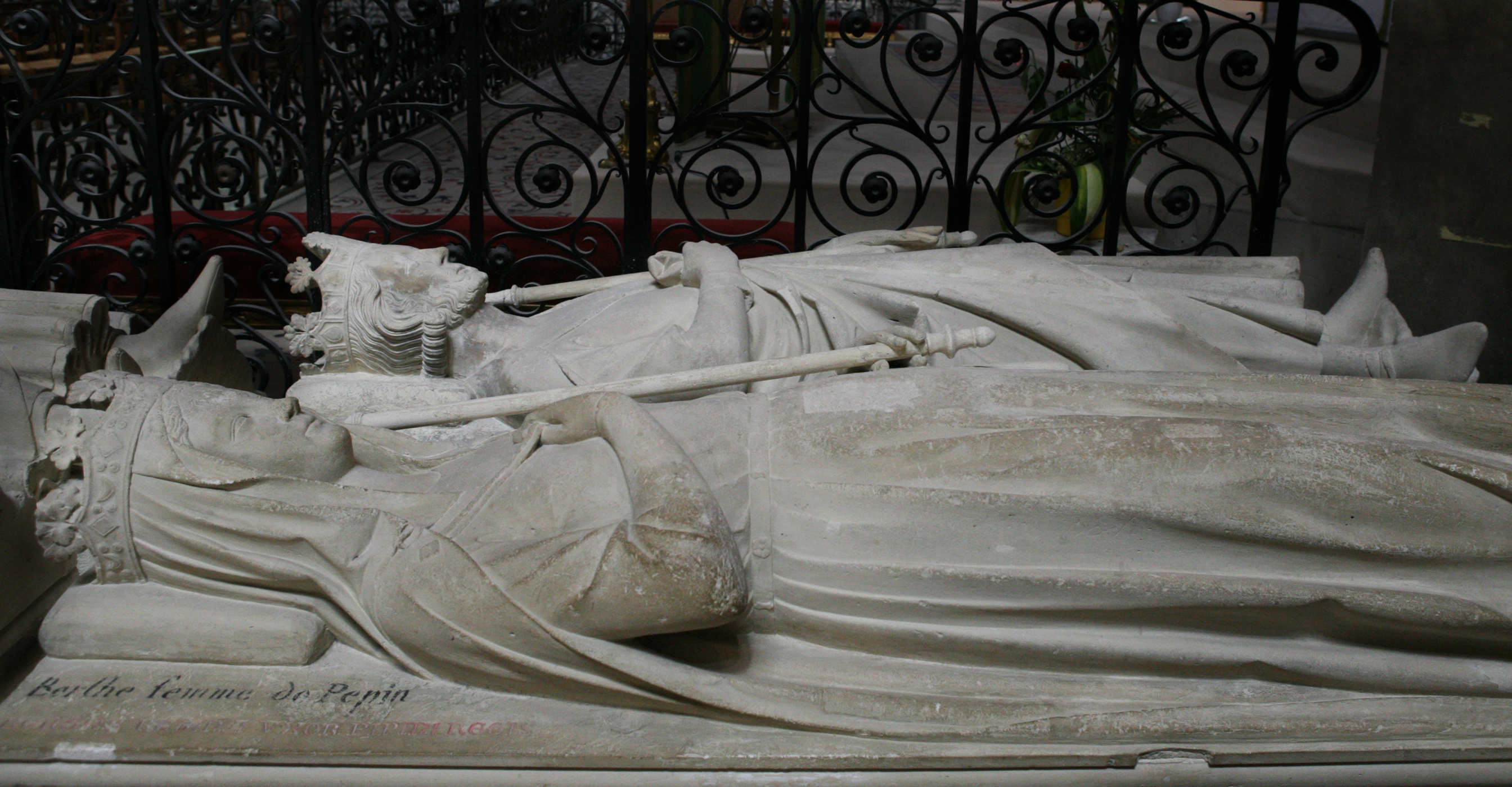
Bertrada di Laon, tomba nella chiesa di St.Denis.

## Discendenza
Berta diede a Pipino otto figli:
- Carlo Magno (742[1] o 748[5]-814), re dei Franchi e imperatore del Sacro Romano Impero
- Carlomanno I (751-771), re dei Franchi;
- Gisella (757-810), badessa a Chelles;
- Pipino (758[24] o 759[25]-761);
- Rotaide;
- Adelaide;
- Altre due figlie di cui non si conoscono i nomi.

## In letteratura
Berta è l'ispiratrice del troviero Adenet le Roi, che nel 1270 scrisse un poema in versi alessandrini intitolato Li Roumans de Berte aus grans piés, dove si immagina che a Pipino venga scambiata la promessa sposa, il giorno delle nozze; la sostituta è molto somigliante alla principessa ungherese, promessa in sposa, ma la situazione verrà risolta per merito dei lunghi piedi di Berta che la faranno riconoscere.

### Fonti primarie
- (LA)  Fredegario,  FREDEGARII SCHOLASTICI CHRONICUM CUM SUIS CONTINUATORIBUS, SIVE APPENDIX AD SANCTI GREGORII EPISCOPI TURONENSIS HISTORIAM FRANCORUM, su thelatinlibrary.com. URL consultato il 26 gennaio 2021 (archiviato dall'url originale il 17 settembre 2020)..
- (LA)  Annales Xantenses.
- (LA)  Annales Mettenses Priores.
- (LA)  Monumenta Germanica Historica, tomus secundus.
- (LA)  Monumenta Germanica Historica, tomus primus.
- (LA)  Monumenta Germanica Historica, tomus XVI.
- (LA)  Rerum Gallicarum et Francicarum Scriptores, tomus tertius.
- (LA)   ANNALES REGNI FRANCORUM, su thelatinlibrary.com. URL consultato il 26 gennaio 2021 (archiviato dall'url originale il 13 novembre 2020)..

### Letteratura storiografica
- Christian Pfister, La Gallia sotto i Franchi merovingi. Vicende storiche, in Storia del mondo medievale - Vol. I, Cambridge, Cambridge University Press, 1978,  pp. 688-711.
- G.L. Burr, La rivoluzione carolingia e l'intervento franco in italia, in Storia del mondo medievale - Vol. II, Cambridge, Cambridge University Press, 1979,  pp. 336-357.
- Gerhard Seeliger, Conquiste e incoronazione a imperatore di Carlomagno, in Storia del mondo medievale - Vol. II, Cambridge, Cambridge University Press, 1979,  pp. 358-396.
- Franco Cardini e Marina Montesano, Storia medievale, Firenze, Le Monnier Università, 2006. ISBN 8800204740